# کنت، ویکتوریا
کنت (به انگلیسی: Kennett River) یک شهرک در استرالیا است که در ویکتوریا (استرالیا) واقع شده‌است.